# Pallidohecyra pallida
Pallidohecyra pallida är en skalbaggsart som först beskrevs av Stefan von Breuning 1938.  Pallidohecyra pallida ingår i släktet Pallidohecyra och familjen långhorningar. Inga underarter finns listade i Catalogue of Life.